# Human (альбом Three Days Grace)
Human (англ. Людина) — п'ятий студійний альбом канадського рок-гурту Three Days Grace, реліз якого відбувся 31 березня 2015 під лейблом RCA Records.  Це перший альбом, записаний за участю нового вокаліста групи Метта Уолста. Метт замінив Адама Гонтьера, який покинув групу в 2013 році.
1 квітня 2014 група випустила сингл «Painkiller» доступний в iTunes. 8 квітня пісня була випущена на рок-радіостанціях США. Через два місяці сингл досягнув першої позиції в Billboard Mainstream Rock chart. Наступний сингл, «I Am Machine», випущений у вересні 2014 року, також зайняв перше місце в цьому чарті.

## Список пісень
| #     | Назва                          | Тривалість |
| ----- | ------------------------------ | ---------- |
| 1.    | «Human Race»                   | 4:09       |
| 2.    | «Painkiller»                   | 2:58       |
| 3.    | «Fallen Angel»                 | 3:06       |
| 4.    | «Landmine»                     | 3:25       |
| 5.    | «Tell Me Why»                  | 3:30       |
| 6.    | «I Am Machine»                 | 3:21       |
| 7.    | «So What»                      | 2:57       |
| 8.    | «Car Crash»                    | 2:50       |
| 9.    | «Nothing Fair In Love and War» | 3:44       |
| 10.   | «One Too Many»                 | 2:41       |
| 11.   | «The End Is Not the Answer»    | 2:52       |
| 12.   | «The Real You»                 | 3:54       |
| 39:27 |                                |            |

| Deluxe Edition Bonus Tracks | Deluxe Edition Bonus Tracks       | Deluxe Edition Bonus Tracks |
| #                           | Назва                             | Тривалість                  |
| --------------------------- | --------------------------------- | --------------------------- |
| 1.                          | «Every Other Weekend»             |                             |
| 2.                          | «Painkiller» (Live)               |                             |
| 3.                          | «Let You Down» (Live)             |                             |
| 4.                          | «Human Race» (Atmosphere Version) |                             |

## Сингли
| 2014                                                                          | «Painkiller»   | 86 | — | — | — | —  | 1  | 24 |
| 2014                                                                          | «I Am Machine» | —  | — | — | — | 38 | 1  | 28 |
| 2015                                                                          | «Human Race»   | —  | — | — | — | —  | 27 | —  |
| «—» позначає релізи, які не попали в чарти або не були випущені в цій країні. |                |    |   |   |   |    |    |    |

## Учасники запису
Three Days Grace
- Метт Уолст — провідний вокал, ритм-гітара;
- Бред Уолст — бас-гітара, бек-вокал;
- Баррі Сток — соло-гітара, бек-вокал;
- Нейл Сандерсон — ударні, клавішні, бек-вокал;

Сесійні музиканти
- Дани Розеноер — клавішні, бек-вокал, синтезатор;